# Mitoksantron
Mitoksantron, Mitoxantrone, je antracen-dionski antineoplastični agens.

## Upotreba
Mitoksantron se koristi u lečenju nekih vrsta raka, uglavnom metastatičkog raka dojke, akutne mijeloidne leukemije, i non-Hodgkinsovog limfoma.
Kombinacija mitoksantrona i prednizona je odobrena kao druga-linija lečenja metastaza hormon-refraktornog raka prostate. Ova kombinacija je bila prva linija lečenja, do nedavno, kad je za kombinaciju docetaksela i prednizona bilo pokazano da poboljšava opstanak i period bez bolesti.
Mitoksantron se takođe koristi za lečenje multiple skleroze (MS), od posebno sekundarne progresivna MS. Mitoksantron ne može da izliječi multiplu sklerozu, ali je efektivan u usporavanju napredovanja sekundarne progresivne MS i proširenja vremena između relapsa u relapsno-remitirajućoj MS i progresivno relapsnoj MS.

## Mehanizam akcije
Mitoksantron je inhibitor tipa II topoizomeraze. On ometa DNK sintezu i DNK popravke kod zdravih i kanceroznih ćelija.
Oval lek takođe učestvuje u interkalaciji.

## Nuspojave
Kao i drugi lekovi u ovoj klasi, mitoksantron može da uzrokuje nepoželjne reakcije različite težine, kao što su mučnina, povraćanje, gubitak kose, oštećenje srca, i imunosupresija. Neke nuspojave mogu imati odloženi početak. Kardiomiopatija je posebno zabrinjavajući efekat jer je ireverzibilan. Redovno praćenje sa ekokardiogramom ili MUGA skeniranje se preporučuju za ljude koji uzimaju mitoksantron. Ovaj lek ima totalnu životnu dozu koja je bazirana na površini tela.

## Sinteza
Murdock, K. C.; Child, R. G.; Fabio, P. F.; Angier, Robert D.; Wallace, Roslyn E.; Durr, Frederick E.; Citarella, R. V. (1979). „Antitumor agents. 1. 1,4-Bis[(aminoalkyl)amino]-9,10-anthracenediones”. Journal of Medicinal Chemistry. 22: 1024. doi:10.1021/jm00195a002.

## Spoljašnje veze
|  | Molimo Vas, obratite pažnju na važno upozorenje u vezi sa temama iz oblasti medicine (zdravlja). |